# Maurice Faure
Maurice Faure (Azerat, 2 de enero de 1922 – Cahors, 6 de marzo de 2014) fue miembro de la Resistencia francesa y ministro en diferentes gobiernos de Francia.
Fue diputado en el parlamento francés de 1951 a 1983 y senador de 1983 a 1988, en representación del Departamento de Lot y sirvió 25 años como alcalde de Cahors. Faure fue nombrado miembro del Consejo Constitucional de Francia por el presidente François Mitterrand.
Como secretario del Ministerio de Asuntos Exteriores francés, fue uno de los firmantes del Tratado de Roma por parte de Francia en 1957, que serían el germen de la creación de la Unión Europea.
En 1957, Faure fue galardonado con la Gran Medalla de Honor con los Servicios para la República de Austria.